# Isothecium strictum
Isothecium strictum là một loài rêu trong họ Brachytheciaceae. Loài này được Lorentz Boulay mô tả khoa học đầu tiên năm 1884.